# Nico Kemmler
Nico Kemmler (* 22. September 1978) ist ein deutscher Fußballspieler und -trainer.

## Karriere
Nico Kemmler begann mit dem Fußballspielen in der Jugend des TB Kirchtellinsfurt und wechselte später zu den Stuttgarter Kickers, wo er den Sprung in die Amateurmannschaft des Vereins schaffte und für diese über 140 Spiele absolvierte. In der Saison 1998/1999 konnte Kemmler sein Profidebüt in der ersten Mannschaft der Kickers geben, als er 14. Mai 1999 beim Auswärtsspiel gegen die SpVgg Unterhaching zum Einsatz kam. Dies blieb der einzige Einsatz in der 2. Bundesliga.
Nach seiner Zeit war Kemmler über 10 Jahre für den SV Bonlanden aktiv, für den er 300 Spiele absolvierte. Nach zwei Spielzeiten für den SSV Rübgarten übernahm er diesen als Trainer der ersten Mannschaft.